# Adeltrudis van Wintershoven
Adeltrudis van Wintershoven (ook: Adeltrudis van Maastricht) was een van de heiligen van Wintershoven.
Adeltrudis was een dochter van Sint-Bavo en leefde in de 7e eeuw. Nadat deze bekeerd was tot het christendom, ging Adeltrudis op het landgoed van Bavo te Wintershoven wonen en leidde er een maagdelijk leven. Landoaldus werd haar geestelijk leidsman, en Adeltrudis hielp hem met het stichten van een kloosterschool te Wintershoven, en met het stichten van de abdij van Munsterbilzen door Landrada.
Samen met de anderen werd ze in de 8e eeuw heilig verklaard. Haar feestdag is 19 maart.